# Assut d'en Carròs
L'assut d'en Carròs es troba al riu Serpis, a la partida de les Cases de l'Assut, al sector septentrional del terme de Vilallonga, a la comarca de la Safor. Des d'aquest assut deriva un gran sistema de regadiu. És la principal obra hidràulica a la part baixa del riu així com a l'horta de la Safor.

## Context
Aquesta gran presa modernitzada propicia el sistema de reg dels Canals Baixos del Serpis, constituïts per la séquia d'en Carròs, al marge esquerre, i la séquia Reial d'Alcoi amb les seves divisions (séquies Comuna de Gandia, Comuna d'Oliva, i de Rebollet), al marge dret. La séquia d'en Carròs rega les terres de Palma de Gandia i d'Ador, mentre que la séquia Reial d'Alcoi genera un entramat complex de séquies i braçals que es prolonga fins a Oliva. A inicis del segle XXI, la presa és retràctil, s'eleva de nit per retenir les aigües que distribueix durant el dia. La presa originària es remunta a temps de la conquesta cristiana, i ha estat reconstruïda en nombroses ocasions a causa de les avingudes del riu. Es tracta de la principal obra hidràulica de la part baixa del Serpis, així com de la vega de la Safor. El seu estat de conservació és excel·lent.
El sistema hidràulic presenta un caràcter tancat i restrictiu per evitar qualsevol variació de la correcta derivació de les aigües, ja que si no és així es causaria un greu perjudici al regadiu i altres usuaris. Per aquest motiu totes les obertures i accessos es tanquen mitjançant sòlides reixes metàl·liques, i l'accés al sistema queda restringit als representants elegits per les comunitats de regants. En aquest cas la figura que controlava el sistema de l'assut és l'assuter major, càrrec que segueix en vigor i que es tria cada cert temps.
A la casa consistorial de Potries es conserva una de les sòlides portes que se situaven a les casetes de l'assut. És una porta de fusta revestida de plaques metàl·liques i dotada de set forrellats de ferro forjat, de manera que cadascun només pogués ser obert per un representant de torn de les poblacions regants.

## Història
Segons el professor Josep Camarena, va ser Francesc Carròs, senyor de Rebollet i almirall que lluità al costat d'Alfons IV a les guerres de Sardenya, qui va manar construir un assut en aquest lloc, per regar les seues terres. Aquest fet es va produir a finals del segle XIV i després d'una forta protesta per part de les poblacions properes a Gandia, es va acordar el 1399 una distribució de les aigües a satisfacció de totes les parts. A l'antiga distribució de les aigües de regadiu a l'Horta, del 1244 no es feia referència a aquest assut, per la qual cosa la seua construcció perjudicava les antigues comunitats de regants consolidades després d'aquesta data.

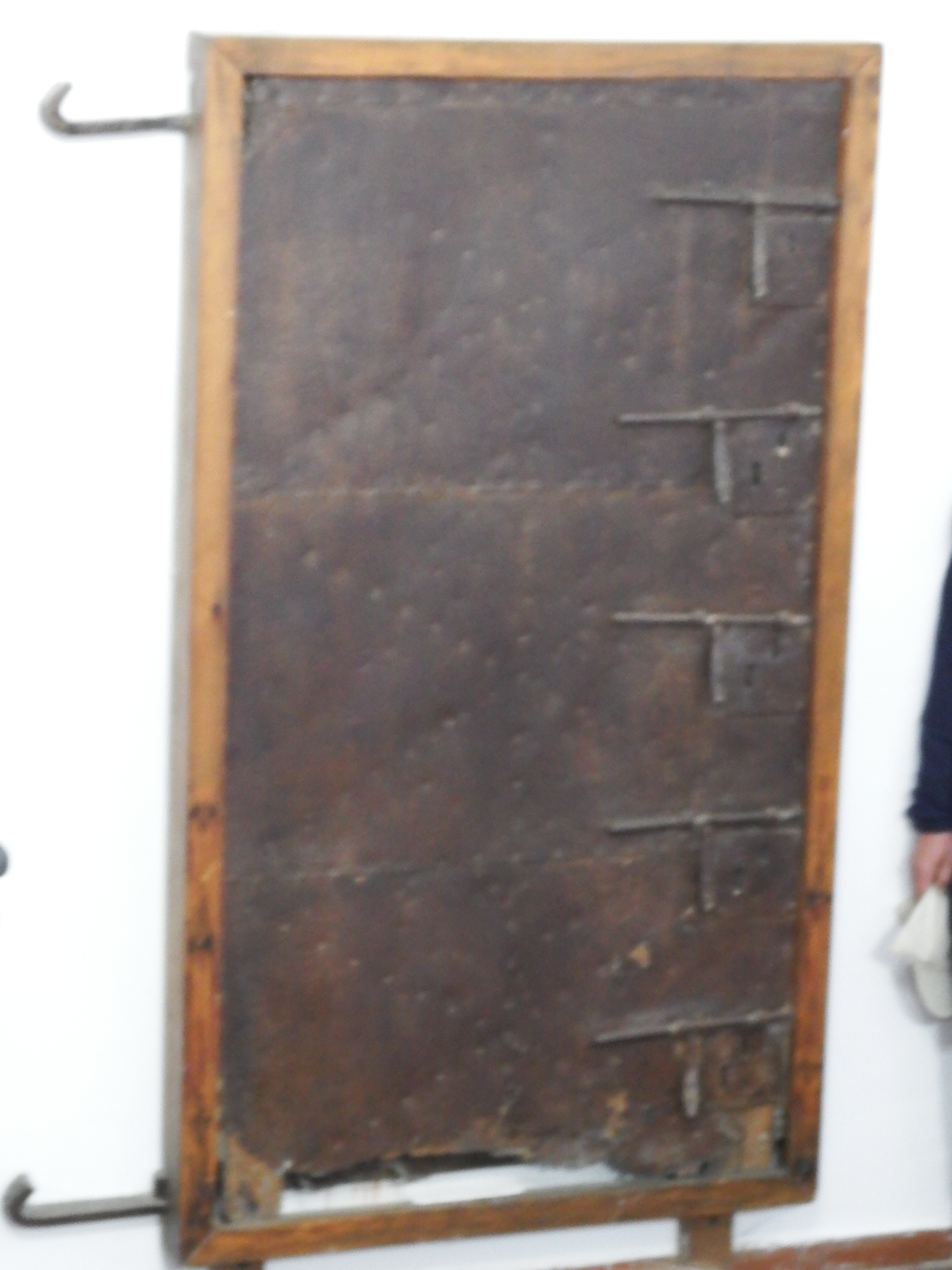
Porta d'accés a l'interior de l'assut, conservada a la casa consistorial de Potries.

Hi ha constància que durant un llarg període l'assut d'en Carròs era de feble fàbrica, subjecte a constants trencaments a causa del règim fluvial, amb fortes avingudes del riu. L'historiador Salvador Rocher Tarrasó va publicar un plet entre Vilallonga i els pobles de l'Horta, que aporta dades respecte a l'element que estem estudiant. El plet es data entre els anys 1771-1774, i durant l'interrogatori als diferents testimonis es descriu el que s'esmenta com a "Assut d'Alcoi", i es declara "que l'assut no és de pedra picada, sí només brossa, algues i pedres movedisses, les quals es porta el riu regularment en totes les avingudes". D'aquesta manera, fins al tercer quart del segle XVIII, la fàbrica de l'assut és molt inestable; el que descriuen en el plet els defensors de Vilallonga com "una parada movedissa, composta de pedres movedisses, algues i pilotes de mar, no sent manufacte."
En opinió de Camarena, va ser per aquest llarg procés judicial que els pobles de l'Horta, beneficiats de l'aigua derivada de l'assat, van decidir construir una presa més sòlida. Així a finals del segle XVIII es convoca una Junta General de regants per triar una persona "capaç i intel·ligent", que construís un nou arc de calç i cant a la presa del riu Alcoi (arxiu municipal de Gandia, 2 de febrer de 1792, A-490, pàg. 5).
Entre finals del segle XVIII i principis del segle XIX, s'emprèn una obra important per donar solidesa a l'assut utilitzant materials com la maçoneria, la pedra calcària i el morter de calç. A mitjan segle XIX l'assut estaria constituït per un sòlid dic de maçoneria i morter de calç, revestit amb lloses de pedra calcària. Aquest retenia les aigües del riu, lliscant els excedents a través de la seva superfície atuladada. A banda i banda del dic s'aixecaven dues cases (idèntiques a les que existeixen a inicis del segle XXI), on se situen les comportes que permeten derivar les aigües retingudes.

## Descripció
L'assut actual manté una estructura de tres parts o sectors diferenciats. Es va finalitzar l'any 1990, i va ser finançat per la comunitat de regants dels rius Alcoi i Vernissa juntament amb la Conselleria d'Agricultura i Pesca. El projecte va ser redactat a la Confederació Hidrogràfica del Xúquer que va dirigir les obres realitzades per l'empresa LUBASA.
Aquesta obra, que es considera avançada i tècnicament sofisticada, ha substituït d'un element d'enginyeria hidràulica part fonamental del patrimoni arquitectònic, carregat d'història i d'una importància cabdal en el desenvolupament de l'agricultura i l'economia de la comarca. En la descripció que feren dels sistemes de reg tradicionals de l'horta de Gandia, Martín Peña Ortiz i Miguel Ángel González parlen de l'assut d'en Carròs com un element desaparegut substituït per l'estructura del 1990.
L'assut es troba a 70 msnm i genera un embassament de 4,5 ha de superfície i amb una capacitat de 71 hm³.

### Dic de l'assut
El primer sector que es distingeix és l'assut pròpiament dit, que atura i eleva les aigües del riu Serpis. S'assenta al llit del riu, en sentit perpendicular a aquest, i amb una direcció d'Est a Oest. Indica Josep Antoni Gisbert Santoja que aquest nou dic amaga sota la seua fàbrica de formigó l'antic mur de maçoneria i carreu de l'obra primitiva.
Dues potents pilastres de formigó armat flanquegen el dic i es disposen en sentit perpendicular a la direcció d'aquest últim. El dic d'obra en formigó, a diferència de molts altres similars, presenta un sistema que es localitza a la part superior i consisteix fonamentalment en un gran flotador, disposat longitudinalment a la direcció del dic, que s'infla quan les necessitats de retenció i emmagatzematge són majors (períodes d'estiatge) i es desinfla quan el cabal de les aigües esdevé excessiu. La cara nord del mur presenta una superfície en talús, per evitar un salt brusc de les aigües que vessen el sistema. Tot seguit una sèrie d'estructures escalonades se succeeixen, distingint-se a la primera unes dents quadrangulars en posició vertical, que serveixen per tamisar l'aigua i eliminar impureses i objectes que puga transportar el riu.
Contigu a la pilastra de l'extrem oriental, i adossat a aquest, es localitza una estructura cúbica de formigó armat. S'hi troba una sala interior on se situen tots els mecanismes que posen en funcionament els sistemes hidràulics de la presa. S'accedeix a aquesta instal·lació a través d'una porta a la cara Est. Adossada a aquest accés hi ha una escala per pujar a una terrassa superior, des de la qual s'observa el conjunt de l'assut.
A la part inferior se situa una obertura, tancada amb una comporta metàl·lica, la finalitat de la qual és la de desguassar l'aigua emmagatzemada.

### Caseta del costat oriental
La segona part està constituïda per una edificació erigida a l'extrem oriental del dic i una mica separada d'aquest. L'edifici presenta planta quadrangular, amb una sòlida estructura, i coberta de quatre vessants amb teula àrab. Posseeix un basament de carreus calcaris. Els paraments són de maçoneria calcària irregular carejada, travada amb morter de calç. A les cantoneres se situen carreus calcaris encadenats. Posseeix obertures a les seves quatre cares, l'oriental i la septentrional es localitzen les obertures rectangulars emmarcades en carreuat calcari i tancats amb reixes de ferro. Al llenç occidental hi ha dues obertures rectangulars que desemboquen en un balcó en voladís, amb barana de ferro forjat. Per sota d'aquest se situen les entrades d'aigua per derivar-les al sistema de séquies. A l'interior hi ha una estada quadrangular i una escala que serveix per baixar a la galeria inferior de les sortides de l'aigua.

### Caseta del costat occidental
Finalment es troba una altra caseta que se situa al marge oposat i està adossada al nou dic. Té planta rectangular, de dimensions menors que l'anteriorment descrita. La seua fàbrica és de maçoneria calcària irregular entrejuntes. Les cantoneres són de rajola massissa i la coberta a quatre vessants amb rajola disposada en espina de peix. En construir-se la nova presa, s'han tancat els accessos a l'interior, però sabem que hi ha una estança amb una escala que servia per controlar el pas de l'aigua de la séquia d'en Carròs. Queden restes d'una obertura al mur septentrional, amb els brancals de maó i gruixut carreu calcari per llinda. A la part inferior es localitza un desguàs de la séquia, obert cap al nord. És una estructura amb volta amb arc de mig punt en rajola a l'exterior.